# Jelle Kuiper
Jelle Kuiper (Hilversum, 15 december 1944 - Amsterdam, 21 februari 2011) was een Nederlands politiefunctionaris. Van 1997 tot 2004 was hij korpschef van het regiokorps Amsterdam-Amstelland in de rang van hoofdcommissaris.
Na de middelbare school ging hij in 1963 studeren aan het Rijksinstituut tot Opleiding van Hogere Politieambtenaren in zijn geboorteplaats. Meteen hierna trad hij in 1966 als inspecteur in dienst van het Amsterdamse korps waar hij, op een korte onderbreking na, 38 jaar bleef werken.
In het begin van die periode werd hij ingezet bij het bureau aan de Warmoesstraat waar hij het bracht tot chef van de uniformpolitie. Samen met Joop van Riessen heeft hij met succes de corruptieproblemen op dat bureau aangepakt. Later werd Kuiper chef van de recherche en in 1984 volgde zijn benoeming tot hoofd Personeel en vervolgens hoofd Beleidsontwikkeling en Logistiek en tevens plaatsvervangend korpschef.
In 1997 schoof toenmalig korpschef Eric Nordholt Kuiper naar voren als zijn opvolger en op 1 september van dat jaar werd Kuiper als hoofdcommissaris de nieuwe korpschef. In nauwe samenwerking met Van Riessen heeft hij tot zijn pensionering in november 2004 leiding gegeven aan het korps dat sinds 1993 de regiopolitie Amsterdam-Amstelland heet. Vanaf 1 januari 2005 werkte hij één dag in de week bij de School voor Politie Leiderschap (SPL) die aan de politieacademie verbonden is; daarnaast adviseerde hij het Amsterdamse korps. 
Na zijn eerder functioneel leeftijdsontslag bij de politie van Amsterdam ging Jelle Kuiper in augustus 2006 toch weer fulltime werken: hij werd benoemd tot interim-korpschef van het korps politie Gelderland-Midden. De vacature was ontstaan na het plotselinge vertrek van korpschef Jos van Deursen in wie de ondernemingsraad van de politieregio rond Arnhem het vertrouwen had opgezegd. Het verlies van het vertrouwen in Van Deursen was het gevolg van aanhoudende klachten over intimidatie, bedreiging, discriminatie en falend managementsbeleid binnen dat korps. In oktober 2008 werd bekendgemaakt dat Kuiper als interim-korpschef zou opstappen.
Op 21 februari 2011 overleed Jelle Kuiper op 66-jarige leeftijd aan een hartaanval.